# 宝山乡 (逊克县)
宝山乡，是中华人民共和国黑龙江省黑河市逊克县下辖的一个乡镇级行政单位。

## 行政区划
宝山乡下辖以下地区：
丛山村、宏山村、宝山村、福山村、宝泉村、阿廷河村、青松村和青岭村。